# Major League Soccer 1996
La temporada 1996 de la Major League Soccer fue la primera edición de la Major League Soccer, máxima competición profesional de fútbol de los Estados Unidos, que se disputó desde el 6 de abril hasta el 20 de octubre de 1996 bajo la organización de la Federación de Fútbol de los Estados Unidos. El torneo constó de una fase regular en dos conferencias, en el que participaron 10 equipos, más un playoff por el título. El primer campeón fue D.C. United, que venció en la final por 3 a 2 a Los Angeles Galaxy.
Aunque la Major League Soccer participó con reglas FIFA, se adaptaron algunas normas para hacerse más atractiva al público norteamericano. De este modo, se prescindió del empate y el partido se decidía por penaltis si al término de los 90 minutos el marcador seguía igualado. Este método se utilizó hasta el año 2000.
Además del campeonato de liga, la MLS instauró premios individuales, y distinciones al mejor jugador de la jornada y del mes. El máximo goleador fue Roy Lassiter con 27 tantos, mientras que el mejor futbolista de la temporada fue el colombiano Carlos Valderrama. Ambos jugaban en ese momento en Tampa Bay Mutiny.

## Equipos participantes
| Equipo                 | Ciudad           | Entrenador      | Estadio            | Aforo   |
| ---------------------- | ---------------- | --------------- | ------------------ | ------- |
| Colorado Rapids        | Denver           | Bob Houghton    | Mile High Stadium  | 76 125  |
| Columbus Crew          | Columbus         | Timo Liekoski   | Ohio Stadium       | 104 944 |
| Dallas Burn            | Dallas           | Dave Dir        | Cotton Bowl        | 92 100  |
| D.C. United            | Washington D. C. | Bruce Arena     | RFK Memorial       | 46 000  |
| Kansas City Wiz        | Kansas City      | Ron Newman      | Arrowhead Stadium  | 81 425  |
| Los Angeles Galaxy     | Pasadena         | Lothar Osiander | Rose Bowl          | 92 542  |
| New England Revolution | Foxborough       | Frank Stapleton | Foxboro Stadium    | 60 292  |
| NY/NJ MetroStars       | East Rutherford  | Eddie Firmani   | Giants Stadium     | 80 200  |
| San Jose Clash         | San José         | Laurie Calloway | Spartan Stadium    | 30 456  |
| Tampa Bay Mutiny       | Tampa            | Thomas Rongen   | Houlihan's Stadium | 74 301  |

### Equipos porestado
| Estado           | N.º | Equipos                             |
| ---------------- | --- | ----------------------------------- |
| California       | 2   | Los Angeles Galaxy y San Jose Clash |
| Colorado         | 1   | Colorado Rapids                     |
| Florida          | 1   | Tampa Bay Mutiny                    |
| Massachusetts    | 1   | New England Revolution              |
| Misuri           | 1   | Kansas City Wiz                     |
| Nueva Jersey     | 1   | NY/NJ MetroStars                    |
| Ohio             | 1   | Columbus Crew                       |
| Texas            | 1   | Dallas Burn                         |
| Washington D. C. | 1   | D.C. United                         |

## Tabla de posiciones

### Conferencia Este
| Pos. | Equipos                | PJ | G  | Pen. | P  | GF | GC | Dif. | Pts. |
| ---- | ---------------------- | -- | -- | ---- | -- | -- | -- | ---- | ---- |
| 1    | Tampa Bay Mutiny       | 32 | 19 | <1   | 12 | 66 | 51 | +15  | 58   |
| 2    | D.C. United            | 32 | 15 | <1   | 16 | 62 | 56 | +6   | 46   |
| 3    | NY/NJ MetroStars       | 32 | 12 | <3   | 17 | 45 | 47 | -2   | 39   |
| 4    | Columbus Crew          | 32 | 11 | <4   | 17 | 59 | 60 | -1   | 37   |
| 5    | New England Revolution | 32 | 9  | <6   | 17 | 43 | 56 | -13  | 33   |

     Clasifica a los playoffs. 

### Conferencia Oeste
| Pos. | Equipos            | PJ | G  | Pen. | P  | GF | GC | Dif. | Pts. |
| ---- | ------------------ | -- | -- | ---- | -- | -- | -- | ---- | ---- |
| 1    | Los Angeles Galaxy | 32 | 15 | <4   | 13 | 59 | 49 | +10  | 49   |
| 2    | Dallas Burn        | 32 | 12 | <5   | 15 | 50 | 48 | +2   | 41   |
| 3    | Kansas City Wiz    | 32 | 12 | <5   | 15 | 61 | 63 | -2   | 41   |
| 4    | San Jose Clash     | 32 | 12 | <3   | 15 | 50 | 50 | 0    | 39   |
| 5    | Colorado Rapids    | 32 | 9  | <2   | 21 | 44 | 59 | -15  | 29   |

     Clasifica a los playoffs. 

### Tabla General
| Pos. | Equipos                | PJ | G  | Pen. | P  | GF | GC | Dif. | Pts. |
| ---- | ---------------------- | -- | -- | ---- | -- | -- | -- | ---- | ---- |
| 1    | Tampa Bay Mutiny       | 32 | 19 | <1   | 12 | 66 | 51 | +15  | 58   |
| 2    | Los Angeles Galaxy     | 32 | 15 | <4   | 13 | 59 | 49 | +10  | 49   |
| 3    | D.C. United            | 32 | 15 | <1   | 16 | 62 | 56 | +6   | 46   |
| 4    | Dallas Burn            | 32 | 12 | <5   | 15 | 50 | 48 | +2   | 41   |
| 5    | Kansas City Wiz        | 32 | 12 | <5   | 15 | 61 | 63 | -2   | 41   |
| 6    | San Jose Clash         | 32 | 12 | <3   | 17 | 50 | 50 | 0    | 39   |
| 7    | NY/NJ MetroStars       | 32 | 12 | <3   | 17 | 45 | 47 | -2   | 39   |
| 8    | Columbus Crew          | 32 | 11 | <4   | 17 | 59 | 60 | -1   | 37   |
| 9    | New England Revolution | 32 | 9  | <6   | 17 | 43 | 56 | -13  | 33   |
| 10   | Colorado Rapids        | 32 | 9  | <2   | 21 | 44 | 59 | -15  | 29   |

     MLS Supporters' Shield, Play-offs.

     Play-offs.

## Postemporada
|  | Semifinales de conferencia | Semifinales de conferencia | Semifinales de conferencia | Semifinales de conferencia | Semifinales de conferencia |       |    | Finales de conferencia | Finales de conferencia | Finales de conferencia | Finales de conferencia | Finales de conferencia |  |    | MLS Cup     | MLS Cup | MLS Cup | MLS Cup | MLS Cup |  |
|  |                            |                            |                            |                            |                            |       |    |                        |                        |                        |                        |                        |  |    |             |         |         |         |         |  |
|  |                            |                            |                            |                            |                            |       |    |                        |                        |                        |                        |                        |  |    |             |         |         |         |         |  |
|  | E1                         | Tampa Bay Mutiny           | 2                          | 1                          | 4                          |       |    |                        |                        |                        |                        |                        |  |    |             |         |         |         |         |  |
|  | E1                         | Tampa Bay Mutiny           | 2                          | 1                          | 4                          |       |    |                        |                        |                        |                        |                        |  |    |             |         |         |         |         |  |
|  | E4                         | Columbus Crew              | 0                          | 2                          | 1                          |       |    |                        |                        |                        |                        |                        |  |    |             |         |         |         |         |  |
|  | E4                         | Columbus Crew              | 0                          | 2                          | 1                          |       | E1 | Tampa Bay Mutiny       | 1                      | 1                      | -                      |                        |  |    |             |         |         |         |         |  |
|  | Conferencia Este           |                            |                            |                            |                            |       | E1 | Tampa Bay Mutiny       | 1                      | 1                      | -                      |                        |  |    |             |         |         |         |         |  |
|  |                            |                            | E2                         | D.C. United                | 4                          | 2     | -  |                        |                        |                        |                        |                        |  |    |             |         |         |         |         |  |
|  | E2                         | D.C. United                | E2                         | D.C. United                | 4                          | 2     | -  | 2 (5)                  | 1                      | 2                      |                        |                        |  |    |             |         |         |         |         |  |
|  | E2                         | D.C. United                |                            |                            |                            |       |    |                        |                        | 2                      |                        |                        |  |    |             |         |         |         |         |  |
|  | E3                         | NY/NJ MetroStars           | 2 (6)                      | 0                          | 1                          |       |    |                        |                        |                        |                        |                        |  |    |             |         |         |         |         |  |
|  | E3                         | NY/NJ MetroStars           | 2 (6)                      | 0                          | 1                          |       |    |                        |                        |                        |                        |                        |  | E2 | D.C. United | -       | -       | 3       |         |  |
|  |                            |                            |                            |                            |                            |       |    |                        |                        |                        |                        |                        |  | E2 | D.C. United | -       | -       | 3       |         |  |
|  |                            |                            | O1                         | Los Angeles Galaxy         | -                          | -     | 2  |                        |                        |                        |                        |                        |  |    |             |         |         |         |         |  |
|  | O1                         | Los Angeles Galaxy         | O1                         | Los Angeles Galaxy         | -                          | -     | 2  | 0                      | 2                      | 2                      |                        |                        |  |    |             |         |         |         |         |  |
|  | O1                         | Los Angeles Galaxy         |                            |                            |                            |       |    |                        |                        | 2                      |                        |                        |  |    |             |         |         |         |         |  |
|  | O4                         | San Jose Clash             | 1                          | 0                          | 0                          |       |    |                        |                        |                        |                        |                        |  |    |             |         |         |         |         |  |
|  | O4                         | San Jose Clash             | 1                          | 0                          | 0                          |       | O1 | Los Angeles Galaxy     | 2                      | 1 (3)                  | -                      |                        |  |    |             |         |         |         |         |  |
|  | Conferencia Oeste          |                            |                            |                            |                            |       | O1 | Los Angeles Galaxy     | 2                      | 1 (3)                  | -                      |                        |  |    |             |         |         |         |         |  |
|  |                            |                            | O3                         | Kansas City Wiz            | 1                          | 1 (1) | -  |                        |                        |                        |                        |                        |  |    |             |         |         |         |         |  |
|  | O2                         | Dallas Burn                | O3                         | Kansas City Wiz            | 1                          | 1 (1) | -  | 2                      | 2                      | 2 (2)                  |                        |                        |  |    |             |         |         |         |         |  |
|  | O2                         | Dallas Burn                |                            |                            |                            |       |    |                        |                        | 2 (2)                  |                        |                        |  |    |             |         |         |         |         |  |
|  | O3                         | Kansas City Wiz            | 3                          | 1                          | 2 (3)                      |       |    |                        |                        |                        |                        |                        |  |    |             |         |         |         |         |  |
|  | O3                         | Kansas City Wiz            | 3                          | 1                          | 2 (3)                      |       |    |                        |                        |                        |                        |                        |  |    |             |         |         |         |         |  |
|  |                            |                            |                            |                            |                            |       |    |                        |                        |                        |                        |                        |  |    |             |         |         |         |         |  |

### Semifinales de conferencia
Conferencia Este
| 1; 24 de septiembre de 1996 | Columbus Crew | 0:2 (0:0) | Tampa Bay Mutiny | Ohio Stadium, Columbus, Ohio                           |                                                        |
|                             |               |           | Lassiter 82' 87' | Asistencia: 20.807 espectadores Árbitro(s): Brian Hall | Asistencia: 20.807 espectadores Árbitro(s): Brian Hall |

| 2; 28 de septiembre de 1996 | Tampa Bay Mutiny | 1:2 (1:1) | Columbus Crew        | Houlihan's Stadium, Tampa, Florida                     |                                                        |
|                             | Lassiter 26'     |           | Paz 1' · McBride 58' | Asistencia: 13.009 espectadores Árbitro(s): Rich Grady | Asistencia: 13.009 espectadores Árbitro(s): Rich Grady |

| 3; 2 de octubre de 1996                                                     | Tampa Bay Mutiny                            | 4:1 (2:0) | Columbus Crew | Houlihan's Stadium, Tampa, Florida                     |                                                        |
|                                                                             | Vasquez 3' · Lassiter 41' 58' · Pittman 55' |           | McBride 55'   | Asistencia: 6.871 espectadores Árbitro(s): Tim Weyland | Asistencia: 6.871 espectadores Árbitro(s): Tim Weyland |
| Tampa Bay Mutiny gana la serie por 2 - 1 y accede a finales de conferencia. |                                             |           |               |                                                        |                                                        |

| 1; 24 de septiembre de 1996 | NY/NJ MetroStars            | 2:2 (1:1) (6 – 5 p.) | D.C. United                | Giants Stadium, East Rutherford, Nueva Jersey              |                                                            |
|                             | De Ávila 38' · Savarese 75' |                      | Díaz Arce 24' · Moreno 56' | Asistencia: 14.416 espectadores Árbitro(s): Esse Baharmast | Asistencia: 14.416 espectadores Árbitro(s): Esse Baharmast |

| 2; 27 de septiembre de 1996 | D.C. United    | 1:0 (0:0) | NY/NJ MetroStars | Robert F. Kennedy Memorial Stadium, Washington D. C.       |                                                            |
|                             | Etcheverry 72' |           |                  | Asistencia: 21.442 espectadores Árbitro(s): Paul Tamberino | Asistencia: 21.442 espectadores Árbitro(s): Paul Tamberino |

| 3; 2 de octubre de 1996                                                | D.C. United                       | 2:1 (0:0) | NY/NJ MetroStars | Robert F. Kennedy Memorial Stadium, Washington D. C.   |                                                        |
|                                                                        | Rammel 67' · Díaz Arce 89' (pen.) |           | De Ávila 86'     | Asistencia: 20.423 espectadores Árbitro(s): Brian Hall | Asistencia: 20.423 espectadores Árbitro(s): Brian Hall |
| D.C. United gana la serie por 2 - 1 y accede a finales de conferencia. |                                   |           |                  |                                                        |                                                        |

Conferencia Oeste
| 1; 26 de septiembre de 1996 | San Jose Clash | 1:0 (0:0) | Los Angeles Galaxy | Spartan Stadium, San José (California), California      |                                                         |
|                             | Ianni 5'       |           |                    | Asistencia: 17.209 espectadores Árbitro(s): Kevin Stott | Asistencia: 17.209 espectadores Árbitro(s): Kevin Stott |

| 2; 29 de septiembre de 1996 | Los Angeles Galaxy       | 2:0 (0:0) | San Jose Clash | Rose Bowl, Pasadena, California                           |                                                           |
|                             | Fraser 84' · Hurtado 90' |           |                | Asistencia: 27.833 espectadores Árbitro(s): Joshua Patlak | Asistencia: 27.833 espectadores Árbitro(s): Joshua Patlak |

| 3; 2 de octubre de 1996                                                       | Los Angeles Galaxy                  | 2:0 (2:0) | San Jose Clash | Rose Bowl, Pasadena, California                            |                                                            |
|                                                                               | Hurtado 31' · Cienfuegos 36' (pen.) |           |                | Asistencia: 30.231 espectadores Árbitro(s): Esse Baharmast | Asistencia: 30.231 espectadores Árbitro(s): Esse Baharmast |
| Los Angeles Galaxy gana la serie por 2 - 1 y accede a finales de conferencia. |                                     |           |                |                                                            |                                                            |

| 1; 26 de septiembre de 1996 | Kansas City Wiz                               | 3:2 (1:2) | Dallas Burn              | Arrowhead Stadium, Kansas City, Misuri                 |                                                        |
|                             | Johnston 16' · McKeon 79' · Radosavljević 89' |           | Elliott 21' · Ashton 25' | Asistencia: 4,466 espectadores Árbitro(s): Tim Weyland | Asistencia: 4,466 espectadores Árbitro(s): Tim Weyland |

| 2; 29 de septiembre de 1996 | Dallas Burn             | 2:1 (2:1) | Kansas City Wiz | Cotton Bowl, Dallas, Texas      |                                 |
|                             | Kreis 5' · Lassiter 32' |           | Washington 30'  | Asistencia: 10.125 espectadores | Asistencia: 10.125 espectadores |

| 3; 2 de octubre de 1996                                                    | Dallas Burn               | 2:2 (1:1) (2 – 3 p.) | Kansas City Wiz          | Cotton Bowl, Dallas, Texas                            |                                                       |
|                                                                            | Sánchez 27' · Elliott 66' |                      | Chung 41' · Takawira 62' | Asistencia: 9.802 espectadores Árbitro(s): Rich Grady | Asistencia: 9.802 espectadores Árbitro(s): Rich Grady |
| Kansas City Wiz gana la serie por 2 - 1 y accede a finales de conferencia. |                           |                      |                          |                                                       |                                                       |

### Finales de conferencia
| 1; 10 de octubre de 1996 | D.C. United                        | 4:1 (1:1) | Tampa Bay Mutiny | Robert F. Kennedy Memorial Stadium, Washington D. C.    |                                                         |
|                          | Díaz Arce 36' 58' 60' · Rammel 54' |           | Lassiter 42'     | Asistencia: 23.566 espectadores Árbitro(s): Kevin Stott | Asistencia: 23.566 espectadores Árbitro(s): Kevin Stott |

| 2; 12 de octubre de 1996                                                    | Tampa Bay Mutiny | 1:2 (1:0) | D.C. United                  | Houlihan's Stadium, Tampa, Florida                    |                                                       |
|                                                                             | Ralston 14'      |           | Williams 49' · Díaz Arce 82' | Asistencia: 9.339 espectadores Árbitro(s): Rich Grady | Asistencia: 9.339 espectadores Árbitro(s): Rich Grady |
| D.C. United gana la serie por 2 - 0 y accede a la final de la MLS Cup 1996. |                  |           |                              |                                                       |                                                       |

| 1; 10 de octubre de 1996 | Los Angeles Galaxy     | 2:1 (0:0) | Kansas City Wiz   | Rose Bowl, Pasadena, California                        |                                                        |
|                          | Armas 48' · Vanney 57' |           | Radosavljević 52' | Asistencia: 25.212 espectadores Árbitro(s): Brian Hall | Asistencia: 25.212 espectadores Árbitro(s): Brian Hall |

| 2; 13 de octubre de 1996                                                           | Kansas City Wiz   | 1:1 (0:0) (1 – 3 p.) | Los Angeles Galaxy | Arrowhead Stadium, Kansas City, Misuri                       |                                                              |
|                                                                                    | Radosavljević 69' |                      | Vanney 76'         | Asistencia: 11.041 espectadores Árbitro(s): Zimmerman Boulos | Asistencia: 11.041 espectadores Árbitro(s): Zimmerman Boulos |
| Los Angeles Galaxy gana la serie por 2 - 0 y accede a la final de la MLS Cup 1996. |                   |                      |                    |                                                              |                                                              |

### MLS Cup '96
| 20 de octubre de 1996 | D.C. United                        | 3:2 (0:1) | Los Angeles Galaxy     | Foxboro Stadium, Foxborough, Massachusetts                 |                                                            |
|                       | Sanneh 72' · Medved 81' · Pope 94' |           | Hurtado 5' · Armas 56' | Asistencia: 34.643 espectadores Árbitro(s): Esse Baharmast | Asistencia: 34.643 espectadores Árbitro(s): Esse Baharmast |

|                                |
|                                |
| Campeón D.C. United 1.° título |

## Estadísticas

### Goleadores
| Jugador               | Equipo             | Goles |
| --------------------- | ------------------ | ----- |
| Roy Lassiter          | Tampa Bay Mutiny   | 27    |
| Raúl Díaz Arce        | D.C. United        | 23    |
| Eduardo Hurtado       | Los Angeles Galaxy | 21    |
| Predrag Radosavljević | Kansas City Wiz    | 18    |
| Brian McBride         | Columbus Crew      | 17    |
| Steve Rammel          | D.C. United        | 14    |
| Vitalis Takawira      | Kansas City Wiz    | 13    |
| Jason Kreis           | Dallas Burn        | 13    |
| Paul Bravo            | San Jose Clash     | 13    |
| Giovanni Savarese     | NY/NJ MetroStars   | 13    |

### Asistencias
| Jugador               | Equipo             | Asistencias |
| --------------------- | ------------------ | ----------- |
| Marco Etcheverry      | D.C. United        | 19          |
| Carlos Valderrama     | Tampa Bay Mutiny   | 17          |
| Eric Wynalda          | San Jose Clash     | 13          |
| Predrag Radosavljević | Kansas City Wiz    | 13          |
| Mauricio Cienfuegos   | Los Angeles Galaxy | 11          |
| Robert Warzycha       | Columbus Crew      | 11          |
| Adrián Paz            | Columbus Crew      | 10          |
| Tab Ramos             | NY/NJ MetroStars   | 10          |
| Mark Chung            | Kansas City Wiz    | 9           |
| Benedict Iroha        | San Jose Clash     | 8           |

## Premios y reconocimientos

### Jugador de la semana
| Semana    | Futbolista            | Equipo                 |
| --------- | --------------------- | ---------------------- |
| Semana 1  | Eric Wynalda          | San Jose Clash         |
| Semana 2  | Brian McBride         | Columbus Crew          |
| Semana 3  | Marcelo Balboa        | Colorado Rapids        |
| Semana 4  | Bo Oshoniyi           | Columbus Crew          |
| Semana 5  | Giovanni Savarese     | NY/NJ MetroStars       |
| Semana 6  | Brian McBride         | Columbus Crew          |
| Semana 7  | Jorge Campos          | Los Angeles Galaxy     |
| Semana 8  | Predrag Radosavljević | Kansas City Wiz        |
| Semana 9  | John Doyle            | San Jose Clash         |
| Semana 10 | Eduardo Hurtado       | Los Angeles Galaxy     |
| Semana 11 | Mark Dodd             | Dallas Burn            |
| Semana 12 | Mark Chung            | Kansas City Wiz        |
| Semana 13 | Tony Meola            | NY/NJ MetroStars       |
| Semana 14 | Raúl Díaz Arce        | D.C. United            |
| Semana 15 | Roberto Donadoni      | NY/NJ MetroStars       |
| Semana 16 | Paul Bravo            | San Jose Clash         |
| Semana 17 | Cobi Jones            | Los Angeles Galaxy     |
| Semana 18 | Joe-Max Moore         | New England Revolution |
| Semana 19 | Tony Meola            | NY/NJ MetroStars       |
| Semana 20 | Adrián Paz            | Columbus Crew          |
| Semana 21 | Marco Etcheverry      | D.C. United            |
| Semana 22 | Brad Friedel          | Columbus Crew          |
| Semana 23 | Brian Maisonneuve     | Columbus Crew          |
| Semana 24 | Frank Yallop          | Tampa Bay Mutiny       |
| Semana 25 | Brad Friedel          | Columbus Crew          |

### Jugador del mes
| Mes        | Futbolista          | Equipo             |
| ---------- | ------------------- | ------------------ |
| Abril      | Mauricio Cienfuegos | Los Angeles Galaxy |
| Mayo       | Carlos Valderrama   | Tampa Bay Mutiny   |
| Junio      | Eduardo Hurtado     | Los Angeles Galaxy |
| Julio      | Jason Kreis         | Dallas Burn        |
| Agosto     | Marco Etcheverry    | D.C. United        |
| Septiembre | Brad Friedel        | Columbus Crew      |

### Equipo ideal de la temporada

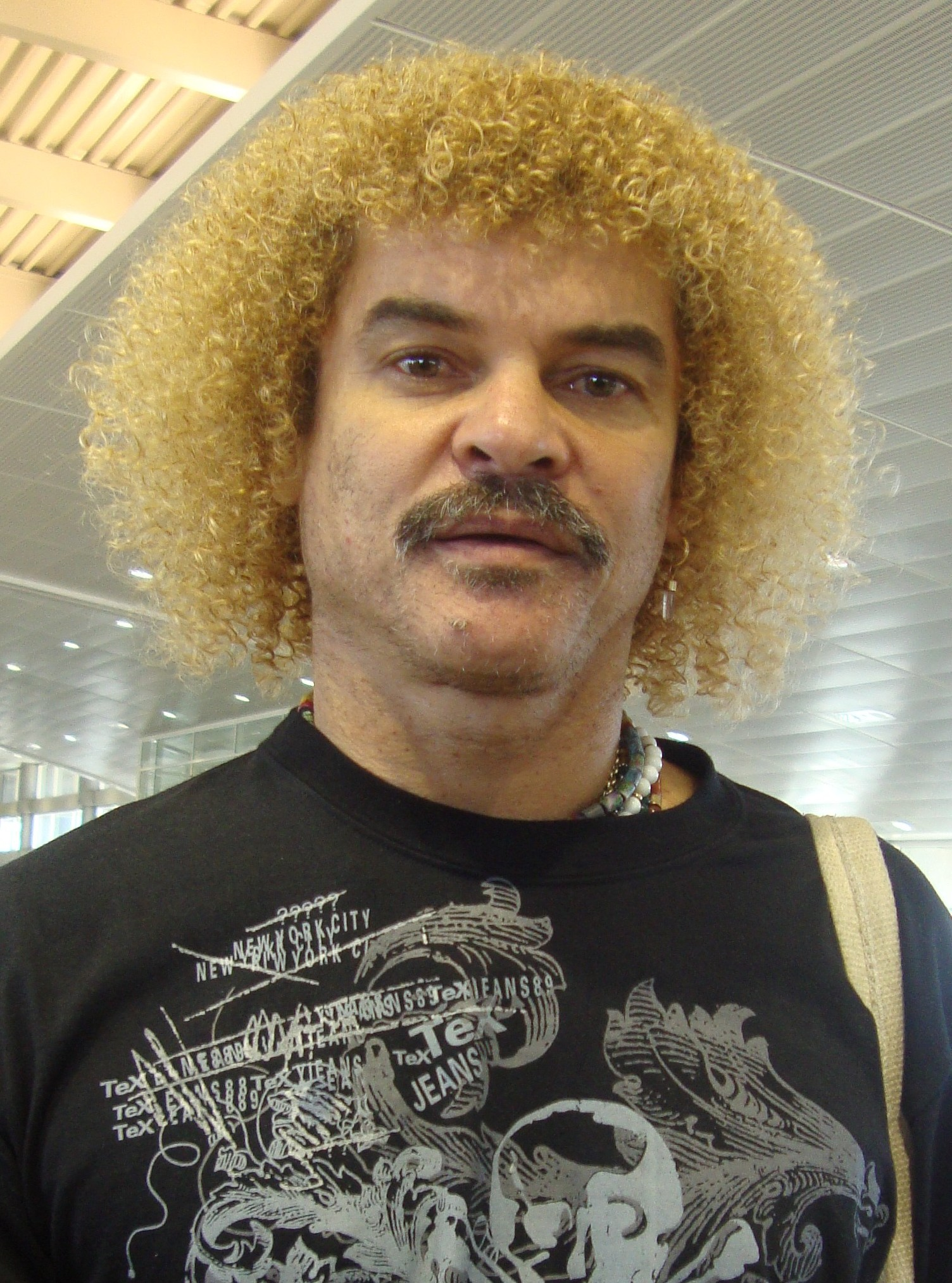
Carlos Valderrama ganó el premio de Jugador Más Valioso de la Major League Soccer de 1996.

| Pos. | Futbolista            | Equipo             |
| ---- | --------------------- | ------------------ |
| POR  | Mark Dodd             | Dallas Burn        |
| DEF  | Leonel Álvarez        | Dallas Burn        |
| DEF  | John Doyle            | San Jose Clash     |
| DEF  | Robin Fraser          | Los Angeles Galaxy |
| MED  | Mauricio Cienfuegos   | Los Angeles Galaxy |
| MED  | Roberto Donadoni      | NY/NJ MetroStars   |
| MED  | Marco Etcheverry      | D.C. United        |
| MED  | Predrag Radosavljević | Kansas City Wiz    |
| MED  | Carlos Valderrama     | Tampa Bay Mutiny   |
| DEL  | Eduardo Hurtado       | Los Angeles Galaxy |
| DEL  | Roy Lassiter          | Tampa Bay Mutiny   |

### Reconocimientos individuales
| Premio              | Ganador           | Equipo           |
| ------------------- | ----------------- | ---------------- |
| Jugador Más Valioso | Carlos Valderrama | Tampa Bay Mutiny |
| Bota de Oro         | Roy Lassiter      | Tampa Bay Mutiny |
| Entrenador del año  | Thomas Rongen     | Tampa Bay Mutiny |
| Portero del año     | Mark Dodd         | Dallas Burn      |
| Defensa del año     | John Doyle        | San Jose Clash   |
| Novato del año      | Steve Ralston     | Tampa Bay Mutiny |
| Gol del año         | Eric Wynalda      | San Jose Clash   |